# Bashidang
Bashidang (chinês simplificado: 垱 垱; chinês tradicional: 壋 壋; pinyin: Bāshídàng) é um sítio arqueológico de um assentamento neolítico do rio Yangtze no condado de Lixian, Hunan, China. Bashidang é considerado um local muito tardio da cultura Pengtoushan. O sítio é o mais antigo da China a apresentar uma parede e uma vala; o fosso era o perímetro mais externo. Uma plataforma elevada em forma de estrela foi encontrada no centro do assentamento, possivelmente usada para fins cerimoniais.